# Thomas Dee
Thomas Sean Dee ist ein US-amerikanischer Ökonom. Er ist Professor am Department für Wirtschaftswissenschaften am Swarthmore College in Swarthmore (Pennsylvania) und Forscher beim National Bureau of Economic Research.

## Leben
Dee schloss 1990 seinen B.A. in Ökonomie am Swarthmore College ab. Seinen Ph.D. absolvierte er 1997 an der University of Maryland. Von 1997 bis 1999 war er Professor am Georgia Institute of Technology. Seit 1999 ist er Professor am Swarthmore College.

## Arbeit
Dee beschäftigt sich mit Bildungsökonomik, Gesundheitsökonomie und Public Economics.

### Geschlecht von Lehrern und Lernerfolg von Schülern
Dee zeigt, dass das Geschlecht eines Lehrers signifikanten Einfluss auf den objektiv gemessenen und subjektiv bewerteten Lernerfolg von Schülern hat. Dee analysierte Daten von knapp 25.000 Schülern aus einer national repräsentativen Längsschnittstudie an amerikanischen Schulen. Diese Ergebnisse in Verbindung mit der Tatsache, dass der überwiegende Teil der Lehrkräfte weiblich ist, suggerieren, dass Jungen schulisch benachteiligt sind.

## Wissenschaftliche Veröffentlichungen
in Zeitschriften
- Reconsidering the Effects of Seat Belt Laws and Their Enforcement Status. In: Accident Analysis and Prevention. 30 (1), 1998, S. 1–10.
- Competition and the Quality of Public Schools. In: Economics of Education Review. 17 (4), 1998, S. 419–427.
- State Alcohol Policies, Teen Drinking and Traffic Fatalities. In: Journal of Public Economics. 72 (2), 1999, S. 289–315. Auch in: John Cawley & Donald Kenkel (Hrsg.): The Economics of Health Behaviours. Edward Elgar Publishing, 2008.
- mit William Evans & Sheila Murray: Data Watch: Research Data in the Economics of Education. In: Journal of Economic Perspectives. Sommer 1999, S. 205–216.
- mit Linda Jackson: Who Loses HOPE? Attrition from Georgia’s College Scholarship Program. In: Southern Economic Journal. 66 (2), Oktober 1999, S. 379–390.
- The Complementarity of Teen Smoking and Drinking. In: Journal of Health Economics. 18 (6), Dezember 1999, S. 767–773. Auch in: John Cawley & Donald Kenkel (Hrsg.): The Economics of Health Behaviours. Edward Elgar Publishing, 2008.
- The Capitalization of Education Finance Reforms. In: Journal of Law and Economics. 43 (1), April 2000, S. 185–214
- Does Setting Limits Save Lives? The Case of 0.08 BAC Laws. In: Journal of Policy Analysis and Management. 20 (1), 2001, S. 113–130.
- Alcohol Abuse and Economic Conditions: Evidence from Repeated Cross-Sections of Individual-Level Data. In: Health Economics. 10 (3), April 2001, S. 257–270.
- mit William Evans: Behavioral Policies and Teen Traffic Safety. In: American Economic Review. 91 (2), Mai 2001, S. 91–96.
- The Effects of Minimum Legal Drinking Ages on Teen Childbearing. In: Journal of Human Resources. 36 (4), Herbst 2001, S. 823–828.
- Until Death Do You Part: The Effects of Unilateral Divorce on Spousal Homicides. In: Economic Inquiry. 41 (1), Januar 2003, S. 163–182.
- mit William Evans: Teen Drinking and Educational Attainment: Evidence from Two-Sample Instrumental Variables (TSIV) Estimates. In: Journal of Labor Economics. 21 (1), Januar 2003, S. 178–209.
- mit Harrell Chesson & Sevgi Aral: AIDS Mortality May Have Contributed to the Decline in Syphilis Rates in the United States in the 1990’s. In: Sexually Transmitted Diseases. 30 (5), Mai 2003, S. 419–424.
- mit Rebecca Sela: The Fatality Effects of Highway Speed Limits by Gender and Age. In: Economics Letters. 79 (3), Juni 2003, S. 401–408
- Learning to Earn. In: Education Next. 3 (3), Sommer 2003, S. 65–70.
- Lotteries, Litigation and Education Finance. In: Southern Economic Journal. 70 (3), Januar 2004, S. 584–599.
- The Race Connection. In: Education Next. 4 (2), Frühling 2004, S. 53–59.
- mit Helen Fu: Do Charter Schools Skim Students or Drain Resources? In: Economics of Education Review. 23 (3), Juni 2004, S. 259–271.
- Teachers, Race and Student Achievement in a Randomized Experiment. In: The Review of Economics and Statistics. 86 (1), Februar 2004, S. 195–210.
- Are There Civic Returns to Education? In: Journal of Public Economics. 88 (9), August 2004, S. 1697–1720.
- mit Benjamin Keys: Does Merit Pay Reward Good Teachers? Evidence from a Randomized Experiment. In: Journal of Policy Analysis and Management. 23 (3), Summer 2004, S. 471–488.
- mit Jeffrey Levine: The Fate of New Funding: Evidence from Massachusetts’ Education Finance Reforms. In: Educational Evaluation and Policy Analysis. 26 (3), Herbst 2004, S. 199–215.
- Expense Preference and Student Achievement in School Districts. In: Eastern Economic Journal. 31 (1), Winter 2005, S. 23–44.
- mit Benjamin Keys: Dollars and Sense. In: Education Next. 5 (1), Winter 2005, S. 60–67.
- mit David Grabowski und Michael Morrisey: Graduated Driver Licensing and Teen Traffic Fatalities. In: Journal of Health Economics. 24 (3), Mai 2005, S. 571–589.
- The Effects of Catholic Schooling on Civic Participation. In: International Tax and Public Finance. 12 (5), September 2005, S. 605–625.
- A Teacher Like Me: Does Race, Ethnicity or Gender Matter? In: American Economic Review. 95 (2), Mai 2005, S. 158–165.
- mit David Grabowski, Michael Morrisey & Christine Campbell: The Strength of Graduated Drivers License Programs and Fatalities among Teen Drivers and Passengers. In: Accident Analysis and Prevention. 38 (1), Januar 2006, S. 235–141.
- The Why Chromosome: How a teacher’s gender affects boys and girls. In: Education Next. 6 (4), Herbst 2006, S. 68–75.
- mit Wei Ha & Brian Jacob: The Effects of School Size on Parental Involvement and Social Capital: Evidence from the ELS:2002. In: Brookings Papers on Education Policy. 2006/2007, S. 77–97.
- Teachers and the Gender Gaps in Student Achievement. In: Journal of Human Resources. 42 (3), Sommer 2007, S. 528–554.
- Technology and Voter Intent: Evidence from the California Recall Election. In: The Review of Economics and Statistics. 89 (4), November 2007, S. 674–683.
- mit Sarah Cohodes: Out-of-Field Teaching and Student Achievement: Evidence from „Matched-Pairs“ Comparisons. In: Public Finance Review. 36 (1), Januar 2008, S. 7–32.
- Forsaking All Others? The Effects of Same-Sex Partnership Laws on Risky Sex. In: Economic Journal. 118 (530), Juli 2008, S. 1055–1078.
- Motorcycle Helmets and Traffic Safety. In: Journal of Health Economics. 28 (2), März 2009, S. 398–412.

in Büchern
- mit W. N. Evans: Teens and Traffic Safety. In: Jonathan Gruber (Hrsg.): An Economic Analysis of Risky Behavior Among Youths. University of Chicago Press, 2001.
- Where Does New Money Go? Evidence From Litigation and a Lottery. In: William Fowler (Hrsg.): Developments in School Finance, 1999-2000. National Center for Education Statistics, U.S. Department of Education, 2002.
- The „First Wave“ of Accountability. In: Paul Petersen & Martin West (Hrsg.): No Child Left Behind? The Politics and Practice of Accountability. Brookings Institution Press, 2003.
- mit Brian Jacob: Do High School Exit Exams Influence Educational Attainment or Labor Market Performance? In: Adam Gamoran (Hrsg.): Standards-Based Reform and Children in Poverty: Lessons for „No Child Left Behind“. Brookings Institution Press, 2007.
- Assessing the College Contribution to Civic Engagement. In: Michael McPherson & Morton Schapiro (Hrsg.): Succeeding in College: What It Means and How to Make it Happen. College Board, New York, 2008.